# Arroyo de Piedra, Oaxaca
Arroyo de Piedra är en ort i Mexiko.   Den ligger i kommunen San Juan Lalana och delstaten Oaxaca, i den sydöstra delen av landet, 400 km sydost om huvudstaden Mexico City. Arroyo de Piedra ligger 98 meter över havet och antalet invånare är 555.
Terrängen runt Arroyo de Piedra är kuperad åt sydväst, men åt nordost är den platt. Runt Arroyo de Piedra är det ganska glesbefolkat, med 23 invånare per kvadratkilometer. Närmaste större samhälle är San José Río Manzo, 11,3 km norr om Arroyo de Piedra. Omgivningarna runt Arroyo de Piedra är en mosaik av jordbruksmark och naturlig växtlighet.